# 229762 Gǃkúnǁʼhòmdímà
229762 Gǃkúnǁʼhòmdímà (provisorisk beteckning 2007 UK126) är ett av de största transneptunska objekten. Det upptäcktes 19 oktober 2007 av de amerikanska astronomerna Megan Schwamb, M. E. Brown och D. L. Rabinowitz vid Palomar-observatoriet. Efter upptäckten har man hittat bilder på objektet som är tagna redan 1982. Diametern är runt 614 kilometer. 
Objeketet fick sitt namn i april 2019 efter en karaktär inom Juǀʼhoansk mytologi.

## Måne
2008 upptäcktes att objektet har en naturlig satellit. Upptäckten offentliggjordes 2011. Den fick 2019 namnet Gǃòʼé ǃHú.